# Frankfurt Skyliners

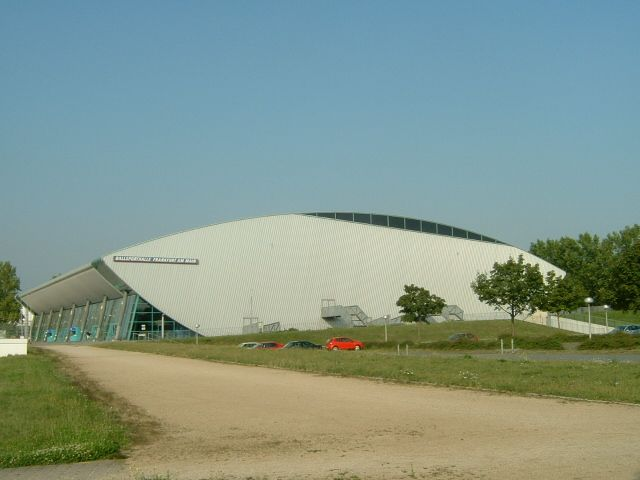
Ballsporthalle Frankfurt

El Frankfurt Skyliners, oficialment conegut per patrocini com Deutsche Bank Skyliners, és un equip alemany de basquetbol de la ciutat de Frankfurt del Main.

## Palmarès
- FIBA Europe Cup (1): 2016
- Lliga alemanya de bàsquet (1): 2004
- Copa alemanya de bàsquet (1): 2000

## Jugadors destacats
- Kai Nürnberger, 1999 - 2003
- Walter Palmer, 2000 - 2001
- Robert Maras, 2000 - 2004
- Tyron McCoy, 2000 - 2001
- Marcus Goree, 2001 - 2002
- Mario Kasun, 2002 - 2004
- Robert Garrett, 2002 - 2004
- Chris Williams, 2003 - 2005
- Tyrone Ellis, 2003 - 2005
- Bernd Kruel, 2004 - 2006